# Pseudolithophyllum
Pseudolithophyllum, rod crvenih algi iz porodice Lithophyllaceae. Danas ima status sinonima za rod Lithophyllum, ali ima i nekoliko taksonomski priznatih vrsta. Njegova tipična vrsta bila je Pseudolithophyllum fuegianum (Heydrich) M.L.Mendoza & Cabioch 1985 i sinonim je za Lithophyllum fuegianum Heydrich
Rod je opisan 1913. godine.

## Vrste
1. Pseudolithophyllum fosliei V.Krishnamurthy & Jayagopal
2. Pseudolithophyllum lemoinei V.Krishnamurthy & Jayagopal
3. Pseudolithophyllum mannarense V.Krishnamurthy & Jayagopal
4. Pseudolithophyllum pambanense V.Krishnamurthy & Jayagopal
5. Pseudolithophyllum setchellii V.Krishnamurthy & Jayagopal
6. Pseudolithophyllum tasmanicum (Foslie) W.H.Adey
7. Pseudolithophyllum tuticorinense V.Krishnamurthy & Jayagopal